# Elmer Rice
Elmer Rice (właśc. Elmer Leopold Reizenstein, ur. 28 września 1892 w Nowym Jorku, zm. 8 maja 1967 w Southampton) – amerykański dramaturg, laureat Nagrody Pulitzera. W 1912 ukończył New York Law School. Debiutował dramatem On Trial (1914). W 1929 wydał swoje najważniejsze dzieło, sztukę Street Scene (1929). Za ten właśnie utwór został wyróżniony Nagrodą Pulitzera w dziedzinie dramatu. Napisał też sztuki We, the People (1933) i Judgment Day (1934). W swojej twórczości odnosił się do aktualnych problemów społecznych i politycznych, w tym do rasizmu, nazizmu i wielkiego kryzysu gospodarczego.